# Steven Seagal
Steven Frederic Seagal (/sɨˈgɑːl/; Lansing, Míchigan, 10 de abril de 1952) es un actor, director, productor, guionista, coreógrafo, entrenador, maestro experto en artes marciales y músico estadounidense.
Steven Seagal obtuvo el grado de maestro cinturón negro, séptimo dan, en el arte marcial tradicional japonés del aikido, y además fue el primer occidental de la historia en fundar, abrir y dirigir su propia escuela o dōjō de dicha especialidad en el propio Japón, el Tenshin Dojo, que ahora dirige su exesposa, también maestra de aikido, Miyako Fujitani. Además, tiene amplios conocimientos de kenjutsu y de kendo (estilos de esgrima clásica japonesa), y de las disciplinas del karate y el judo. Seagal es conocido en el cine por tener una forma característica de luchar, alejada de la espectacularidad habitual en este género; la suya es una forma basada en golpes tajantes, puñetazos y patadas lineales provenientes del karate tradicional en combinación con las inmovilizaciones y lanzamientos típicos del aikido. Respecto a su entrenamiento en otras artes marciales, a lo largo de su carrera cinematográfica ha incluido movimientos de jiu-jitsu, particularmente para su película Alerta máxima 2 en 1995, y posteriormente movimientos de eskrima filipina, así como movimientos y técnicas provenientes de los estilos marciales chinos como Tai Chi Chuan y Wing Chun, y de otras disciplinas, con el fin de dar una mayor espectacularidad a sus coreografías.
Junto a todo ello, Seagal también es músico, cantante, guitarrista, compositor y productor; incursionó en la música blues y ha llegado a editar y publicar dos discos. Además, trabajó ayudando y colaborando al sheriff en el condado de Jefferson Parish en el estado de Luisiana, al sur de los Estados Unidos.
Steven Seagal también es conocido por su amistad con el actual presidente de Rusia Vladímir Putin (también artista marcial), y por apoyarlo en su política exterior. Seagal recibió la nacionalidad rusa el 25 de noviembre de 2016 por parte del presidente Putin, quien le otorgó su pasaporte oficial.

## Biografía

### Inicios
Steven Frederic Seagal nació el 10 de abril de 1952 en Lansing, Míchigan. Su padre, Samuel Steven, era un profesor de matemáticas, judío hijo de inmigrantes rusos; y su madre, Patricia, era una enfermera de ascendencia irlandesa. En su juventud, Seagal se mudó a Fullerton, California, donde trabajó como lavaplatos en un restaurante llamado Wagon Wheel. Por esa época, se inició en las artes marciales empezando con el karate-Do estilo Shorin Ryu, bajo el sensei Sakamoto, un maestro de Okinawa, quien trabajaba en el mismo sitio. Posteriormente, el maestro Sakamoto lo presentó al maestro japonés de karate-Do Fumio Demura del estilo Shito Ryu, con quien Seagal se asoció, formando parte del equipo de exhibición de karate del maestro Demura, realizando exhibiciones diarias en el Japanese Deer Park, un parque de atracciones con temática japonesa al sur de California. Tiempo después, Seagal conoció al maestro de Aikido Harry Kiyoshi Ishisaka, quien fue el fundador en el condado de Orange en California de la sede del estilo Aikikai, comenzando así su formación en este arte marcial.
Cuando tenía diecisiete años, se mudó al Japón, ya que su padre era contratista de las fuerzas militares estadounidenses con base allí. Una vez en Asia, continuó su estudio de las artes marciales a finales de los años 60, como uchi-deshi o "alumno interno" dentro del instituto Aikikai. Posteriormente, conoció al maestro de Aikido Hiroshi Isoyama, quien se convertiría en su mentor, e incluso lo llevó a la granja del fundador del Aikido, el maestro Morihei Ueshiba, en la región de Iwama, a quien llegó a conocer brevemente unos años antes de su fallecimiento.
Durante su estancia en Japón, se dedicó a diferentes labores para pagar sus estudios en el arte marcial del Aikido, e incursionó también en varios estilos de kenjutsu (esgrima clásica japonesa).

### 1985 - 1995: Éxito mundial
En 1985, de regreso en los Estados Unidos, Seagal trabajó como coreógrafo para las escenas de acción en varias películas. En 1987, comenzó a trabajar en su primera película, Above the Law (también conocida como Nico), con el director Andrew Davis. El agente de talentos Michael Ovitz quedó impresionado con él tras haber sido su alumno durante varios años y lo presentó al productor Andrew Davis, quien destacó que Seagal contaba con las facultades para convertirse en una estrella de cine.
En 1990, protagonizó la película de acción Marked for Death, dirigida por Dwight H. Little, en el papel de John Hatcher, un agente del departamento antidroga, quien después de regresar a su ciudad natal es perseguido por una banda de viciosos narcotraficantes jamaicanos, dirigidos por Screwface (Basil Wallace). Las escenas de pelea de la película son de las más logradas por Seagal, ya que integran varios elementos del aikido y kenjutsu (esgrima tradicional japonesa), haciendo uso de una amplia gama de golpes, lanzamientos y luxaciones, así como del manejo del sable. Tiempo después, en 1995, realizó la secuela de su mayor éxito, Alerta máxima 2.

### 1996 - actualidad: Declive y cintas directo a vídeo
En 1996 estrenó el drama policial Glimmer Man, que tuvo éxito moderado en la taquilla. Obtuvo su primer papel secundario en la película de Kurt Russell Executive Decision (1996). Posteriormente, hizo otra película con conciencia ambiental, Fire Down Below, donde interpreta a un agente de la EPA que lucha contra el vertido de desechos tóxicos industriales en las colinas de Kentucky, originado por el dueño de una empresa del pueblo interpretado por Kris Kristofferson.
Al año siguiente, Seagal protagonizó El Patriota, otra cinta de corte ambientalista, que significó su primer estreno directo a video en los Estados Unidos. Seagal produjo la película con su propio dinero, y fue filmada cerca de su granja en Montana.
Seagal volvió a las pantallas de cine con el lanzamiento de Exit Wounds en 2001. La película tuvo menos escenas de artes marciales que las anteriores y fue un éxito comercial, al recaudar alrededor de $80 millones de dólares a nivel mundial. Sin embargo, Seagal fue incapaz de capitalizar este éxito en producciones posteriores. Después, protagonizó Ticker, coprotagonizada por Tom Sizemore y Dennis Hopper, película filmada en San Francisco antes de Exit Wounds, aunque esta se comercializó directamente en DVD. Después protagonizó Half Past Dead, junto con la estrella del rap Ja Rule, con la que logró recaudar menos de $20 millones de dólares en todo el mundo. Después de esa película todas han sido lanzadas directamente a vídeo y DVD en todo el mundo, con sólo estrenos cinematográficos limitados en el resto del mundo.
Su último registro en la pantalla grande fue en 2010 con Machete, dirigida por Robert Rodriguez y protagonizada por Danny Trejo, Lindsay Lohan, Jessica Alba y Robert De Niro, en donde interpreta al narcotraficante antagonista de Danny Trejo.

### Trabajo como policía
Seagal trabaja actualmente como Jefe Adjunto de la División de Voluntarios de la Oficina del Sheriff de Jefferson Parish, Luisiana. Seagal tiene una casa en Luisiana, y pasa varios meses al año allí. Seagal se graduó en la academia de policía del estado de California y tiene un certificado que lo acredita como policía. En su reality show Steven Seagal: Lawman, se dice que lleva casi 20 años como agente honorario de la policía. Sin embargo, según Los Angeles Times, no consta ningún registro de esto. En noviembre de 2008, A&E Network anunció que habían empezado a grabar Steven Seagal: Lawman, serie que seguía su trabajo en la oficina del Sheriff del distrito de Jefferson. La serie se estrenó con éxito en A&E el 2 de diciembre de 2009. En la serie, Seagal muestra sus capacidades como maestro en el arte marcial del aikido al adaptar algunas de sus técnicas para ser usadas por la policía para reducir a los delincuentes, además de mostrar sus habilidades como experto tirador.

### Religión y activismo
Seagal es vegetariano y practicante activista del budismo tibetano, aunque se inició en el budismo zen japonés. Asimismo, colecciona katanas y armas de fuego.
En 1994, en el apogeo de su carrera, rodó la película On Deadly Ground, en la cual transmite claros mensajes ecologistas y en defensa de la cultura nativa americana, además de un notable discurso final. Tal discurso es una denuncia contra las élites corporativas que han forjado grandes fortunas a costa del daño ambiental.

### Carrera como músico
Además de ser actor y artista marcial, se destaca como guitarrista de la banda de música blues Steven Seagal and the Thunderbox. Seagal comenzó a tocar la guitarra a los 12 años. Lanzó su primer álbum, Songs from The Crystal Cave, en 2004. En 2006 publicó otro disco, Mojo Priest. En su cinta Fire Down Below, de 1997, aparece en una escena tocando la guitarra acompañando a un grupo local de country. Asimismo, Seagal colaboró musicalmente con la cantante Gizelle D'Cole en el tema "Revancha de Amor", donde, además de tocar la guitarra, actúa en el videoclip de este tema.

### Deterioro de su apariencia física
A través de los años y a pesar de ser vegetariano y no abusar del alcohol y las drogas, Seagal ha presentado un evidente cambio físico, siendo lo más notorio el problema de su sobrepeso. 
Durante la década de 1980, mostraba una calvicie en proceso de desarrollo. En su filme Hard to Kill (1991), su cabello lucía más abundante, gracias a productos cosméticos. Durante el desarrollo de la década de 1990, su cabello se volvió aún más abundante y de una apariencia poco natural, derivada de los implantes.
En años recientes, ha optado por lucir una barba "de candado" que contrasta con su apariencia clásica. Por otra parte, su sobrepeso ha avanzado progresivamente. En la etapa inicial de su carrera, Seagal lucía delgado y atlético. A mediados de la década de 1990, su sobrepeso comenzó a ser notorio y en cintas como Glimmer Man (1996) optó por usar ropa holgada y abrigos que disfrazaban su sobrepeso. En la actualidad, a diferencia de actores de acción especialistas en artes marciales tales como Jackie Chan, Chuck Norris o Jean-Claude Van Damme, Seagal muestra un significativo sobrepeso.

## Vida personal
Se ha casado tres veces. Su primer matrimonio, desde 1975 hasta 1986, fue con la maestra de aikido Miyako Fujitani. De esa relación nacieron dos hijos: Kentaro Seagal y Ayako Fujitani, quien es actriz de películas en Japón. En 1986 se casó con Adrienne La Russa, matrimonio que se rompió al cabo de un año, en 1987. Posteriormente, contrajo matrimonio con la actriz Kelly LeBrock, conocida por la película La mujer de rojo; la unión duró desde 1987 hasta 1996 y fruto de ella nacieron tres hijos: Annaliza, Dominick y Arissa.
Seagal está actualmente casado, desde 2009, con Erdenetuya Batsukh (en idioma mongol: Эрдэнэтуяа Батсүх), conocida en el mundo artístico como "Elle", y con quien tiene un hijo llamado Kunzang. Elle es nativa de Mongolia, y fue entrenada como bailarina desde su niñez en el palacio de los niños en la capital de su país, Ulan Bator. Tras terminar su secundaria y graduarse asimismo del grupo de danza del palacio real, siguió la carrera de bailarina profesional, ganó muchos campeonatos y llegó a ser considerada como la bailarina número uno en Mongolia. Destacó especialmente en los bailes de salón. Erdenetuya conoció a Seagal mientras trabajaba como intérprete durante la visita de Seagal a Mongolia en el año 2001.
Además de sus propios hijos biológicos,  es el guardián legal de una niña tibetana, conocida como Renji, quien a su vez es la única hija biológica del lama Panchen del Tíbet. Renji realizó sus estudios universitarios en los Estados Unidos: Seagal no solo fue su guardián, sino también su guardaespaldas.
Tiene tres hermanas, una mayor y dos menores. Además de sus siete hijos, tiene dos nietos de su hijo mayor, Kentaro Seagal, que nacieron en 2006 y 2007.

### Altercados
- El veterano actor y exalumno de Seagal, Sean Connery, conocido por ser el primer  James Bond en la década de los años 60 declaró haber sufrido una fractura en la muñeca tras un entrenamiento con Seagal a principios de los años 80 cuando ensayaban escenas de acción. En esa época, Seagal era coreógrafo de escenas de lucha y además ejercía de guardaespaldas de Connery.[cita requerida]
- Salió a la luz que en 1997, durante una fiesta privada en la mansión del actor Sylvester Stallone, Seagal repitió en varias ocasiones que podría fácilmente "patearle el trasero" al popular actor de cine, karateka y artista marcial Jean-Claude Van Damme; al escucharlo, Van Damme lo retó a demostrarlo en el jardín de la mansión, pero Seagal ya se había retirado de la fiesta. Según Stallone, Van Damme enfurecido lo siguió hasta un club nocturno y le propuso el combate de nuevo. Seagal una vez más prefirió declinar el combate.[9]
- Seagal fue parte de una leyenda urbana en la cultura popular, debido a un supuesto incidente con el luchador, judoca y coreógrafo Gene LeBell en el rodaje de Out for Justice de 1991. LeBell trabajaba como doble en la cinta y, supuestamente, Seagal habría afirmado que él era inmune a las estrangulaciones típicas del judo, lo que LeBell le propuso comprobar. Seagal habría accedido a dejarse estrangular por Gene, cayendo inconsciente perdiendo el control de su esfínter y defecando sus pantalones, amenazando con emprender acciones legales contra quienes divulgaran públicamente el incidente. Aparte de los rumores que surgieron años después en internet, ningún miembro del rodaje habló sobre esto en medios oficiales durante años, hasta que Gene sugirió indirectamente en una entrevista para The MMA Hour en 2012 que la anécdota era, efectivamente, verídica, a lo que Seagal respondería que LeBell era "una basura mentirosa". Ese mismo año, la peleadora Ronda Rousey, alumna y amiga de LeBell, en una entrevista amenazó con estrangular a Seagal y hacerlo defecar sus pantalones, si éste emitía algún comentario negativo acerca de LeBell. Finalmente, en 2021, el especialista doble de riesgo Steven Lambert, quien trabajó en Out for Justice, brindó una entrevista al canal de YouTube "Viking Samurai", desmintiendo la historia y señalando como testigo ocular que, lo sucedido fue que en una demostración casual de habilidades, Seagal intentó liberarse de un amarre a dos brazos o "abrazo de oso" que LeBell le aplicó por la espalda, golpeando a este último en el área de los testículos para lograrlo, a lo que LeBell reaccionó con un rápido derribe barriendo los pies de Seagal. Según Lambert, el actor se levantó e incorporó en cuestión de segundos con ayuda de LeBell.
- El actor John Leguizamo señala haber sido agredido por Seagal mientras participaban en la filmación de la película Executive Decision. Según ha declarado, como parte de su preparación el grupo fue a Fort Bragg a entrenar para caracterizar un equipo de comandos, y en un momento Seagal, quien tenía un papel pequeño en la película, dijo en tono desafiante estar al mando, lo que hizo reír a Leguizamo creyendo que bromeaba, sin embargo esto provocó que Seagal lo golpeara en el pecho y azotara contra una pared. Leguizamo también ha señalado que originalmente el personaje de Seagal moriría de forma aparatosa y sangrienta por descompresión, pero esto lo molestó porque aseguraba que "era innoble para Steven Seagal morir de esa manera", tras lo cual se encerró en su tráiler y se negó a trabajar; para lograr continuar la filmación, hubo que reescribir la escena a su gusto, donde el personaje se sacrificaba salvando al resto del equipo.[10]

## Alegatos y juicios

### Principios de la década de 1990
En mayo de 1991 (durante el rodaje de Out for Justice), los empleados de Warner Bros. Raenne Malone, Nicole Selinger y Christine Keeve acusaron a Seagal de acoso sexual. A cambio de permanecer en silencio, Malone y otra mujer recibieron alrededor de cincuenta mil dólares, cada una en un acuerdo extrajudicial. Casi al mismo tiempo, al menos cuatro actrices afirmaron que Seagal había cometido acosos sexuales, generalmente durante "sesiones de casting" nocturnas.
En otro incidente, Jenny McCarthy afirmó que Seagal le pidió que se desnudara durante una audición para Alerta Máxima 2.

### Demanda de 1995
En 1995, Seagal fue acusado de discriminación laboral, acoso sexual e incumplimiento de contrato. Cheryl Shuman presentó un caso contra Seagal, acusándolo de amenazarla y golpearla durante el rodaje de On Deadly Ground.

### Demanda de 2010
El 12 de abril de 2010, Kayden Nguyen, de 23 años, presentó una demanda contra Seagal en un Tribunal Superior del Condado de Los Ángeles, solicitando más de un millón de dólares en daños. En su demanda, Nguyen alegó que Seagal participó en acoso sexual, tráfico ilegal sexual de mujeres, falta de prevención del acoso sexual y despido injustificado. Seagal negó las acusaciones, pero su reality show Steven Seagal: Lawman fue suspendido mientras sus abogados resolvían el caso. El 14 de julio de 2010, tres meses después de que Nguyen presentara su demanda, el caso fue cerrado por un posible acuerdo extrajudicial.

### Demanda de 2011
El 30 de agosto de 2011, Jesús Sánchez Llovera presentó una demanda contra Seagal por su participación en una redada policial del condado de Maricopa con armas pesadas (incluido un tanque excedente del ejército) de la residencia de Llovera por sospecha de peleas de gallos. El incidente fue grabado para el reality show de A&E Steven Seagal: Lawman. Llovera buscaba cien mil dólares por los daños causados durante la redada y una carta de disculpa de Seagal a los hijos de Llovera por la muerte de su mascota familiar. Llovera afirmó que su cachorro de once meses fue asesinado a tiros durante la redada. Llovera no presentó la documentación ordenada por la corte después de que su abogado se retiró del caso y la demanda fue desestimada en enero de 2013.

### Acusaciones de 2017
En 2017, la actriz Portia de Rossi acusó a Seagal de acosarla sexualmente durante una audición para una película. De Rossi alegó que durante una audición en la oficina de Seagal, este le dijo "lo importante que era tener química fuera de la pantalla" antes de desabrocharse los pantalones. El 9 de noviembre de 2017, la modelo neerlandesa Faviola Dadis publicó un comunicado en su cuenta de Instagram afirmando que ella también había sido agredida sexualmente por Seagal años antes.

### Denuncias e investigación en 2018
El 15 de enero de 2018, la actriz Rachel Grant acusó públicamente a Seagal de agredirla sexualmente en 2002, durante la preproducción de su película directa a video Out for a Kill (2003), afirmando que perdió su trabajo en la película después del incidente. En febrero de 2018, la oficina del fiscal de distrito del condado de Los Ángeles reconoció que estaba revisando un posible caso de abuso sexual que involucraba a Seagal. En marzo de 2018, Regina Simons afirmó públicamente que en 1993, cuando tenía dieciocho años, Seagal la violó en su casa cuando llegó a una supuesta fiesta de despedida de la película On Deadly Ground.

### Acuerdo de infracción de valores federales de 2020
El 27 de febrero de 2020, la Comisión de Bolsa y Valores de Estados Unidos anunció cargos resueltos contra Seagal por no revelar los pagos que recibió por promover una inversión en una oferta inicial de monedas (ICO) realizada por Bitcoiin2Gen (B2G). A Seagal se le prometieron 250 000 dólares en efectivo y 750 000 dólares en tokens B2G a cambio de sus promociones en las redes sociales y un comunicado de prensa en el que respaldaba "de todo corazón" la ICO, que violaba las disposiciones contra la promoción de las leyes federales de valores. Sin admitir o negar los hallazgos de la SEC, Seagal acordó pagar 157 000 dólares en devolución, que representan los pagos reales que recibió por sus promociones, más intereses previos al juicio y una multa de 157 000 dólares. Seagal también acordó no promover ningún valor, digital o de otro tipo, durante tres años.

### Víctima de extorsión
Steven Seagal se vio envuelto en un caso legal que involucraba al productor de cine Julius R. Nasso después de que Nasso intentara extorsionar a Seagal. Nasso produjo siete de las películas de Seagal, comenzando con Marked for Death en 1990. Los dos "se hicieron mejores amigos", según Seagal, y formaron Seagal / Nasso Productions juntos. Sin embargo, su relación se volvió tensa y su asociación terminó en 2000. Creyendo que Seagal le debía tres millones de dólares en compensación por retirarse de un acuerdo de cuatro películas, Nasso reclutó a miembros de la familia criminal Gambino para amenazar a Seagal en un intento de recuperar el dinero que supuestamente Nasso perdió. El capitán de la familia Gambino, Anthony Ciccone, visitó por primera vez a Seagal en Toronto durante el rodaje de Exit Wounds en octubre de 2000. En enero de 2001, Primo Cassarino y otros gánsteres recogieron a Seagal en automóvil para llevarlo a una reunión con Ciccone en un restaurante de Brooklyn, Nueva York. En la reunión, Ciccone le dijo sin rodeos a Seagal que tenía la opción de hacer cuatro películas prometidas con Nasso o pagarle a Nasso una multa de 150 000 dólares por película. Si Seagal se negaba, Ciccone lo mataría. Seagal, quien luego afirmó que trajo una pistola a la reunión, pudo detener a Ciccone y escapar ileso de la reunión. Ciccone y Cassarino volvieron a visitar a Seagal en su casa de Los Ángeles el mes siguiente. En la primavera de 2001, Seagal buscó a otro mafioso, el capitán de la familia Genovese Angelo Prisco, para que actuara como un "pacificador". Visitó a Prisco en la prisión de Rahway, Nueva Jersey, y le pagó al abogado de Prisco diez mil dólares.
El 17 de marzo de 2003, Cassarino, Ciccone y otros fueron condenados por extorsión laboral, extorsión y otros 63 cargos bajo la Ley de Organizaciones Corruptas. Seagal testificó para la acusación sobre el intento de extorsión de los mafiosos. Nasso se declaró culpable del cargo de conspiración de extorsión en agosto de 2003 y, en febrero de 2004, fue sentenciado a un año y un día de prisión, una multa de 75 000 dólares y se le ordenó recibir asesoramiento sobre salud mental al salir de la cárcel. En enero de 2008, Nasso acordó retirar una demanda de 60 millones de dólares contra Seagal por un presunto incumplimiento de contrato cuando los dos llegaron a un acuerdo extrajudicial.

### Conflictos con los especialistas
Seagal ha sido criticado por ex artistas de riesgo que trabajaron con él, incluidos Kane Hodder, Stephen Quadros y Gene LeBell, por golpear intencionalmente a especialistas durante las escenas.
Además, mientras se desempeñaba como coordinador de acrobacias de Out for Justice, Gene LeBell supuestamente se involucró en un altercado en el set con Seagal por su maltrato de algunos de los acróbatas de la película. Después de que el actor afirmó que debido a su entrenamiento de aikido era "inmune" a quedar inconsciente ahogado, LeBell le ofreció a Seagal la oportunidad de demostrarlo. Se dice que LeBell colocó sus brazos alrededor del cuello de Seagal, y una vez que Seagal dijo "adelante", procedió a estrangularlo hasta dejarlo inconsciente, y Seagal perdió el control de sus intestinos.
Se le pidió a LeBell que confirmara públicamente el incidente en el set en una entrevista con Ariel Helwani en 2012, pero evitó responder la pregunta, aunque insinuando que era cierto. Fue citado diciendo: "Cuando tuvimos un pequeño altercado o diferencia de opinión, había treinta especialistas y camarógrafos que estaban mirando. A veces, Steven tiende a burlarse de las personas equivocadas, y puedes lastimarte al hacerlo."
Por otro lado, cuando se le preguntó a Seagal sobre el incidente, negó directamente las acusaciones, llamando a LeBell un "mentiroso patológico y enfermo", y ofreció el nombre de un testigo que podría probar que Lebell había fabricado toda la historia. El reclamo obtuvo una respuesta acalorada de la aprendiz de LeBell, Ronda Rousey, quien aseguró que Seagal era el que estaba mintiendo y declaró: "Si [Seagal] dice algo malo sobre Gene en mi cara, lo haría cagar en los pantalones por segunda vez".
Auténticos o no, los informes de este incidente llevaron a LeBell a ser contado en 1992 como un miembro adicional de "Dirty Dozen" de Robert Wall, un grupo de artistas marciales dispuestos a responder a un desafío público realizado por Seagal. Sin embargo, LeBell se negó a participar, revelando que la enemistad con Seagal lo estaba lastimando profesionalmente. Sin embargo, criticó a Seagal por su trato con los especialistas y dejó abierta la posibilidad de una pelea profesional si Seagal quería hacerlo.
Las acusaciones de maltrato hacia los especialistas han continuado a lo largo de la carrera posterior de Seagal, tanto con el especialista Peter Harris Kent (doble de Arnold Schwarzenegger) como con Mike Leeder criticando públicamente sus "payasadas" en el set.

## Filmografía

### Cine y televisión
- Above the Law (1988)
- Hard to Kill (1990)
- Marked for Death (1990)
- Out for Justice (1991)
- Alerta máxima (Under Siege) (1992)
- On Deadly Ground (1994)
- Alerta máxima 2 (Under Siege 2: Dark Territory) (1995)
- Executive Decision (1996)
- Glimmer Man (1996)
- Fire Down Below (1997)
- El último patriota (The Patriot) (1998)
- Not Even the Trees (1998)
- Exit Wounds (2001)
- Ticker (2001)
- The Path Beyond Thought (2001)
- Half Past Dead (2002)
- The Foreigner (2003)
- Venganza ciega (Out for a Kill) (2003)
- Las entrañas de la bestia (Belly of the Beast) (2003)
- Clementine (2004)
- Rescate al límite (Out of Reach) (2004)
- Yakuza: El imperio del sol naciente (Into the Sun) (2005)
- Sumergido: Alerta Total (Submerged) (2005)
- Vengador (Today You Die) (2005)
- Golpe al amanecer (Black Dawn) (2005)
- Mercenary for Justice (2006)
- Shadow Man (2006)
- Equipo de ataque (2006)
- El vuelo de la ira (2007)
- Urban Justice (2007)
- Pistol Whipped (A tiro limpio) (2008)
- The Onion Movie (2008)
- Kill Switch (2008)
- Against the Dark (Cazadores de sangre) (Contra la oscuridad)  (2009)
- Driven to Kill (Ruslan: venganza de un asesino) (2009)
- The Keeper (El protector) (2009)
- Red de corrupción (2009)
- A Dangerous Man (Un hombre peligroso) (2010)
- Machete (2010)
- Born to Raise Hell (Nacido para matar) (2010)
- Steven Seagal Lawman (serie documental) (2010)
- Deadly Crossing (serie de TV) (2011)
- Lethal Justice (2011)
- True Justice (serie de TV) (2011-2012)
- Maximum Conviction (2012)
- Force of Execution (2013)
- Juego sucio en Las Vegas (2014)
- A Good Man (2014)
- Absolution (2015)
- El Arma Perfecta (The Perfect Weapon) (2015)
- Código de honor (2016)
- End of a Gun (2016)
- Cartels (2017)
- China Salesman (2017)
- Attrition (2018)
- General Commander (2019)
- Beyond The Law (2019)

## Discografía
- Songs from the Crystal Cave (2004)
- Mojo Priest (2006)